# Etrich Taube
Etrich Taube, eventualmente conhecido pelo nome de suas variantes posteriores (como, por exemplo, o Rumpler Taube) foi a designação genérica de um modelo de avião monoplano desenvolvido no período anterior à Primeira Guerra Mundial e mais tarde produzido e utilizado em massa pela Alemanha no conflito.

## Histórico
Projetado em 1909 pelo austríaco Igo Etrich. Lohner Rumpler conseguiu a licença para produzi-lo em série na Alemanha e na Áustria, com o nome de Etrich-Rumpler-Taube. Porém Lohner alterou o nome para Rumpler-Taube, deixando de pagar royalties para o projetista.
Foi o primeiro avião de combate produzido na Alemanha.
O Taube (pomba em alemão) foi chamado pelos franceses de Avião invisível, pois com suas asas transparentes praticamente não era percebido a 400 m de altitude, o que o qualificava para missões de observação.
Porém, em combate era facilmente abatido pelos demais aviões, pois era bastante lento e difícil de manobrar. Foi retirado da linha de frente em poucos meses de combate, passando a ser utilizado como avião de treinamento de pilotos.
No uso civil, o Taube foi usado por pilotos para vencer o prêmio Munich-Berlin Kathreiner. Em 8 de Dezembro de 1911, Gino Linnekogel e Suvelick Johannisthal conseguiram um recorde voando um Taube por 4 horas e 35 minutos sobre a Alemanha.

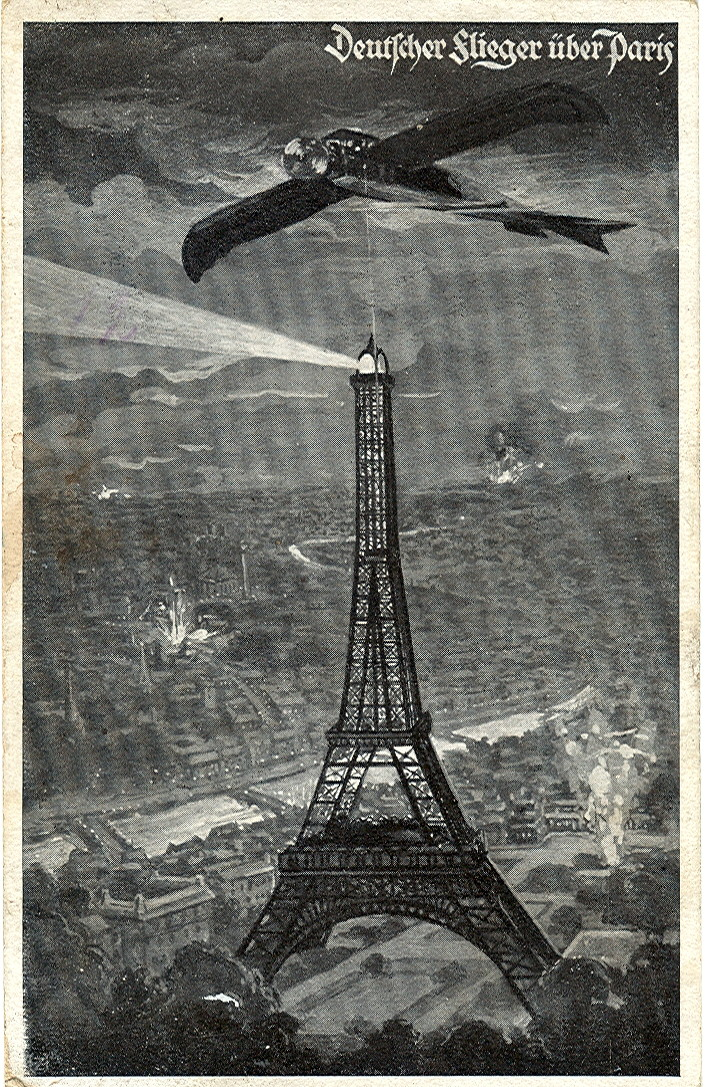
Cartão postal de 1915.
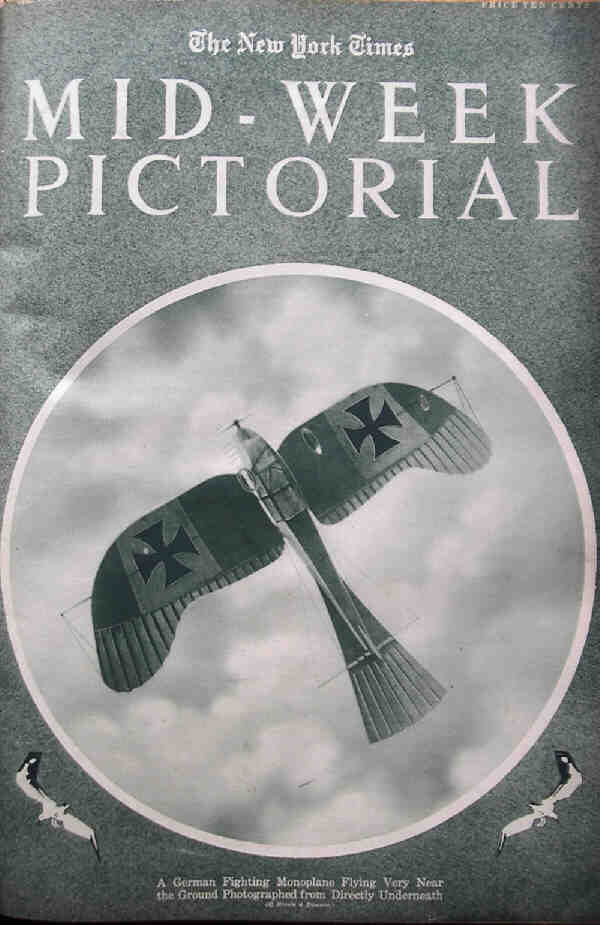
Fotografia de 1917.
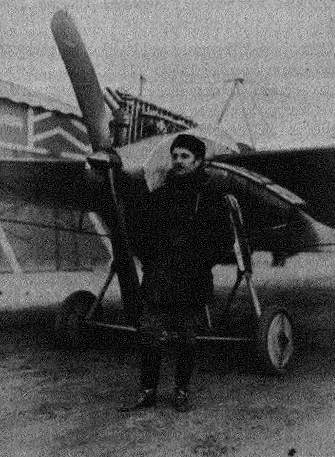
Taube de Emile Jeannin.

## Variantes

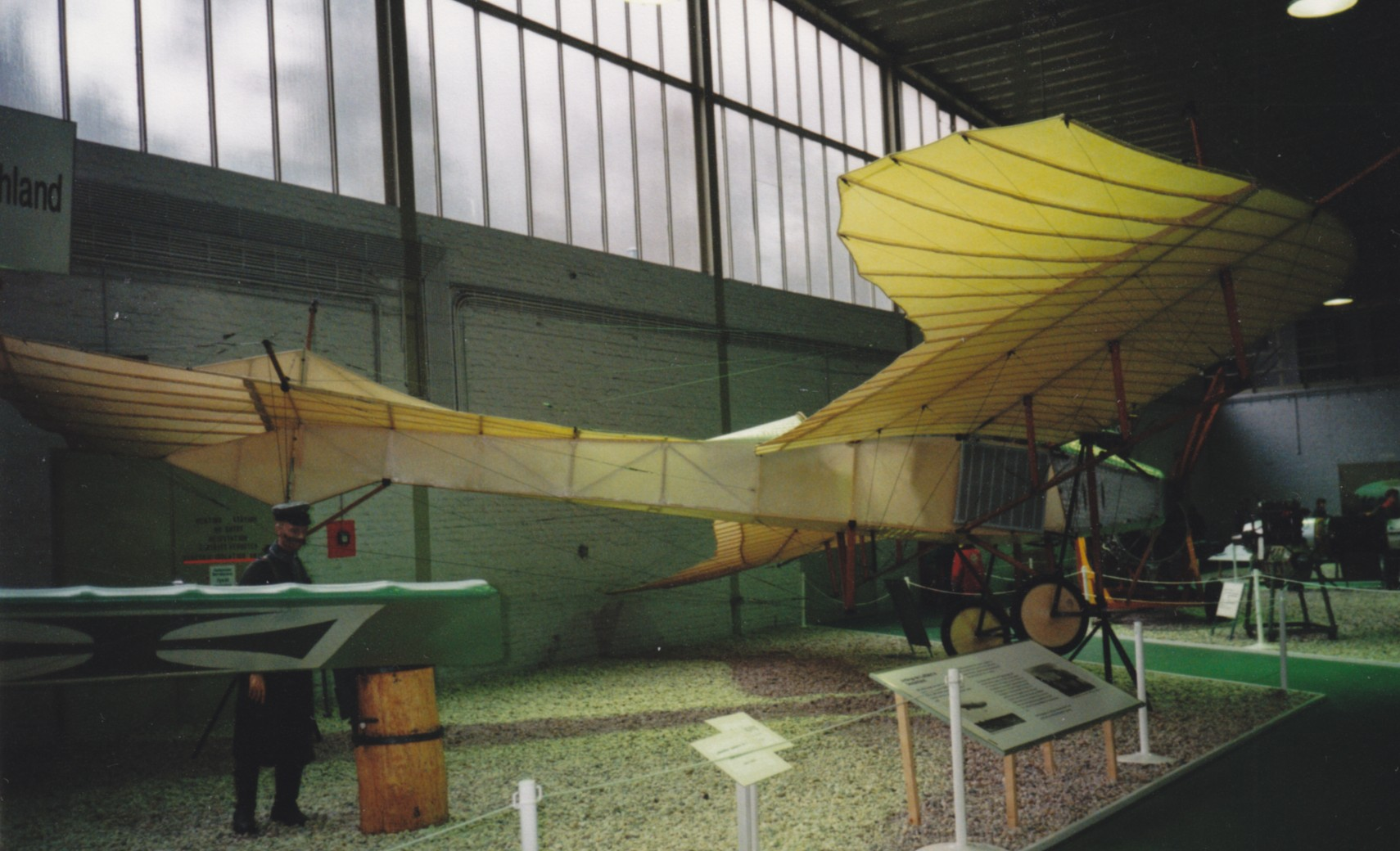
Réplica do Etrich Taube

Sem pagar taxas de licença, nada menos que 14 companhias construíram um grande número de variantes do desenho inicial, tornando difícil para os historiadores determinarem o número exato de fabricantes baseados em fotos históricas. Uma lista incompleta é exibida abaixo, sendo a variante mais comum a Rumpler Taube de dois lugares.

### Harlan-Pfeil-Taube

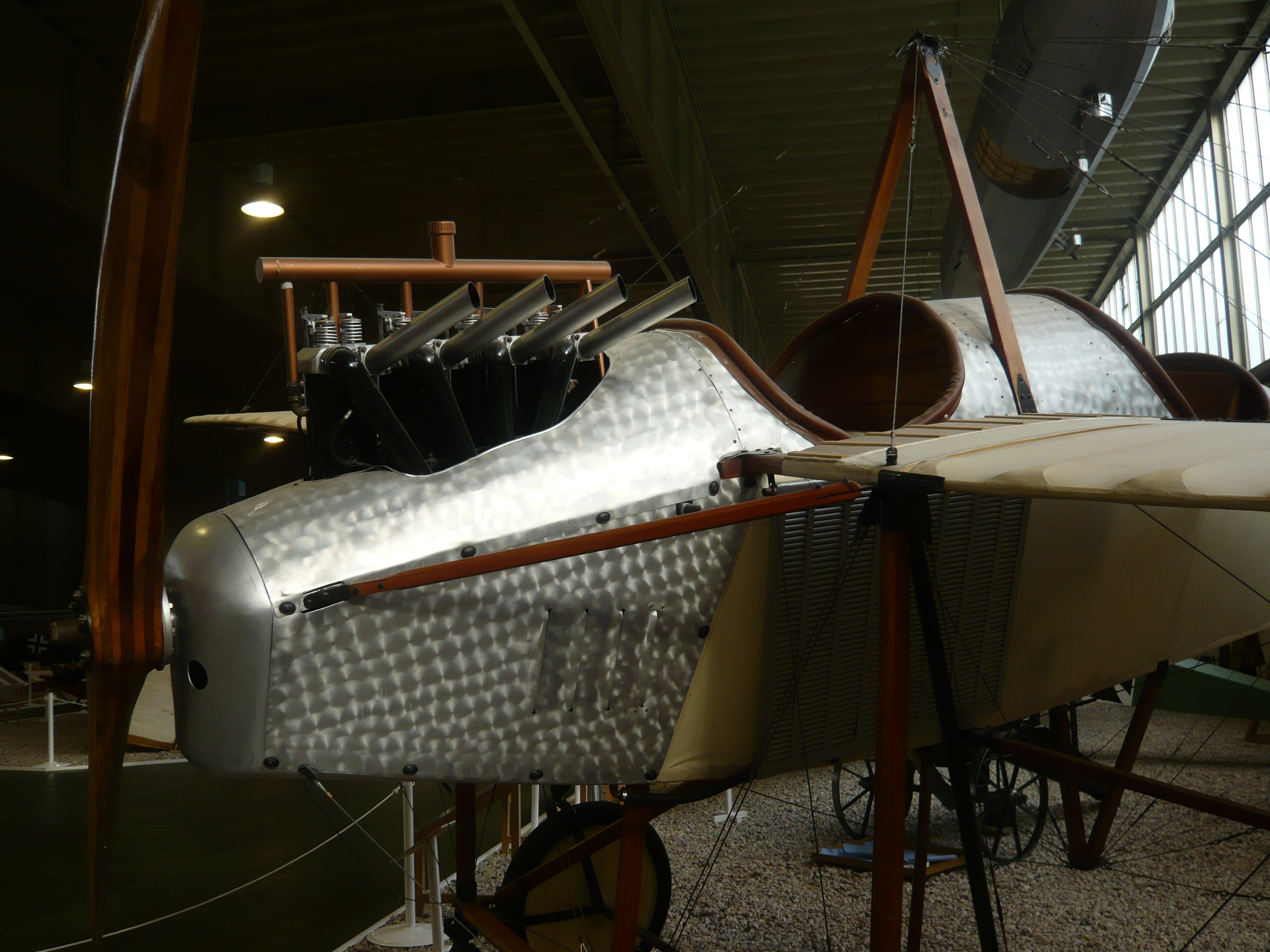
O Rumpler Taube

### AlbatrosTaube
Produzido pela Albatros Flugzeugwerke

### AlbatrosDoppeltaube
Versão biplano produzida pela Albatros Flugzeugwerke.

### AviatikTaube

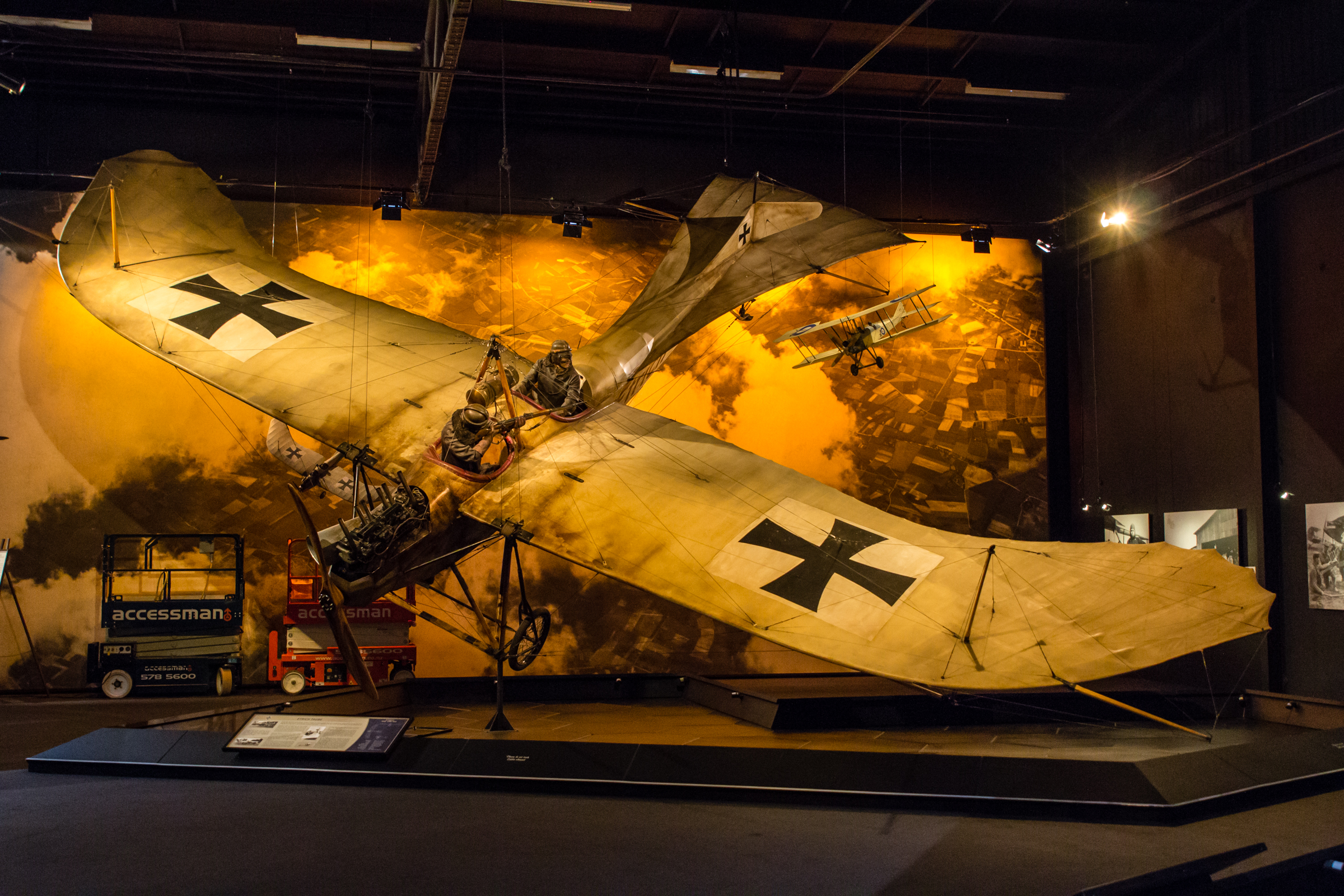
Modelo do Etrich Taube, em "cenário de guerra", no "Omaka Aviation Heritage Centre" na Nova Zelândia.

Produzido pela Automobil und Aviatik AG.

### DFWStahltaube(Stahltaube)
Versão com estrutura em aço produzida pela Deutsche Flugzeug-Werke.

### EtrichTaube
Produzido pelo inventor Igo Etrich e mais tarde pela sua empresa, a Etrich Flugzeugwerke (EFW).

### Etrich-Rumpler-Taube
Nome original do "Rumpler Taube".

### GothaTaube
Produzido pela Gothaer Waggonfabrik como LE.1, LE.2 e LE.3 (Land Eindecker - "Monoplano Terrestre") e designado A.I pelo Idflieg.

### HalberstadtTaubeIII
Produzido pela Halberstädter Flugzeugwerke.

### JeanninTaube(JeanninStahltaube)
Versão com estrutura da fuselagem tubular de aço.

### KondorTaube
Produzido pela Kondor Flugzeugwerke.

### RFGTaube

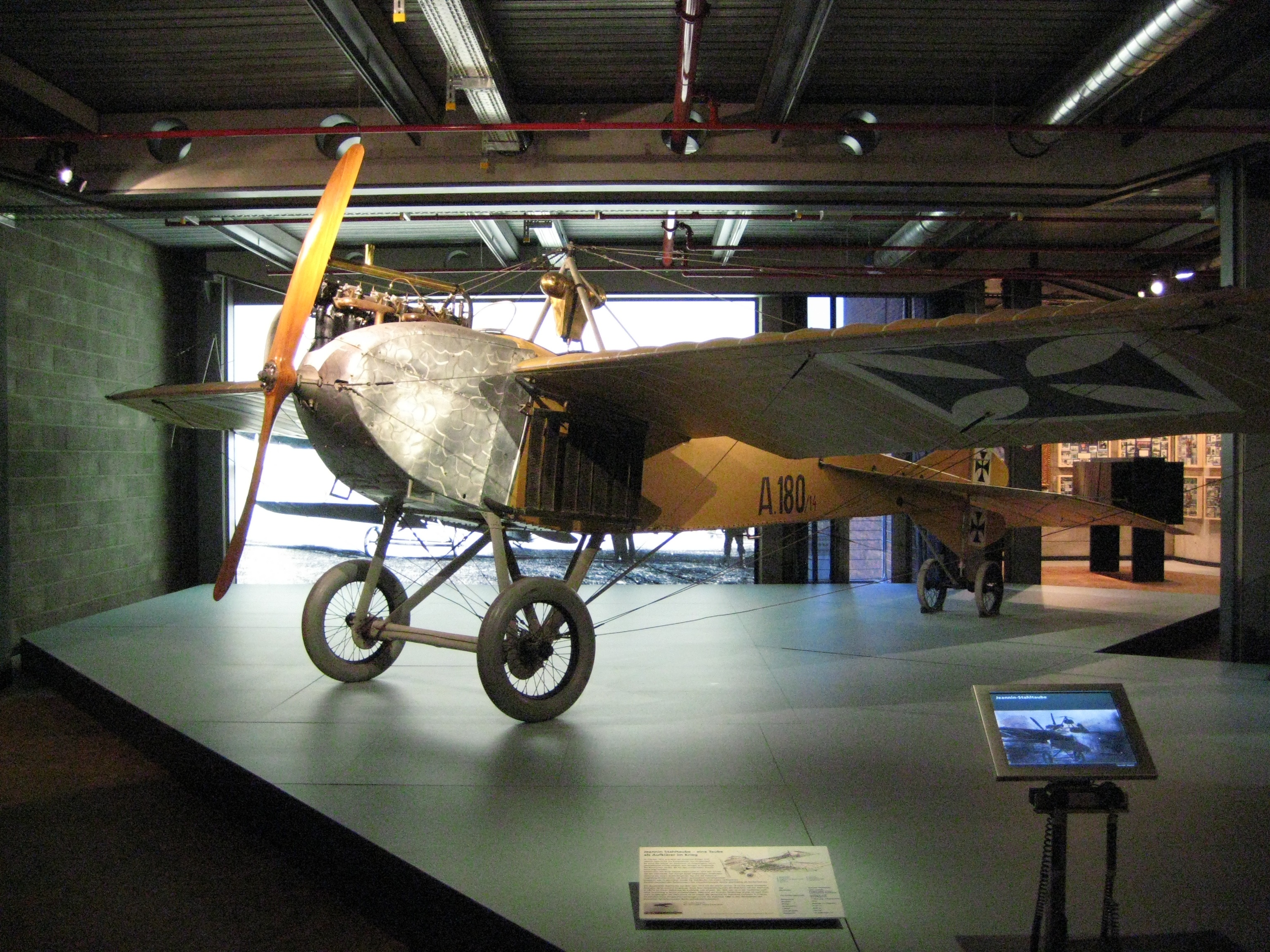
Jeannin Stahltaube, no Technikmuseum em Berlin.

Produzido pela Reise- und Industrieflug GmbH (RFG).

### RumplerTaube
Produzido pela Edmund Rumpler's Rumpler Flugzeugwerke.

### RumplerDelfin-Taube(RumplerKabinentaube"Delfin")
Versão com cabine fechada, produzido pela Rumpler Flugzeugwerke.

### Isobe RumplerTaube

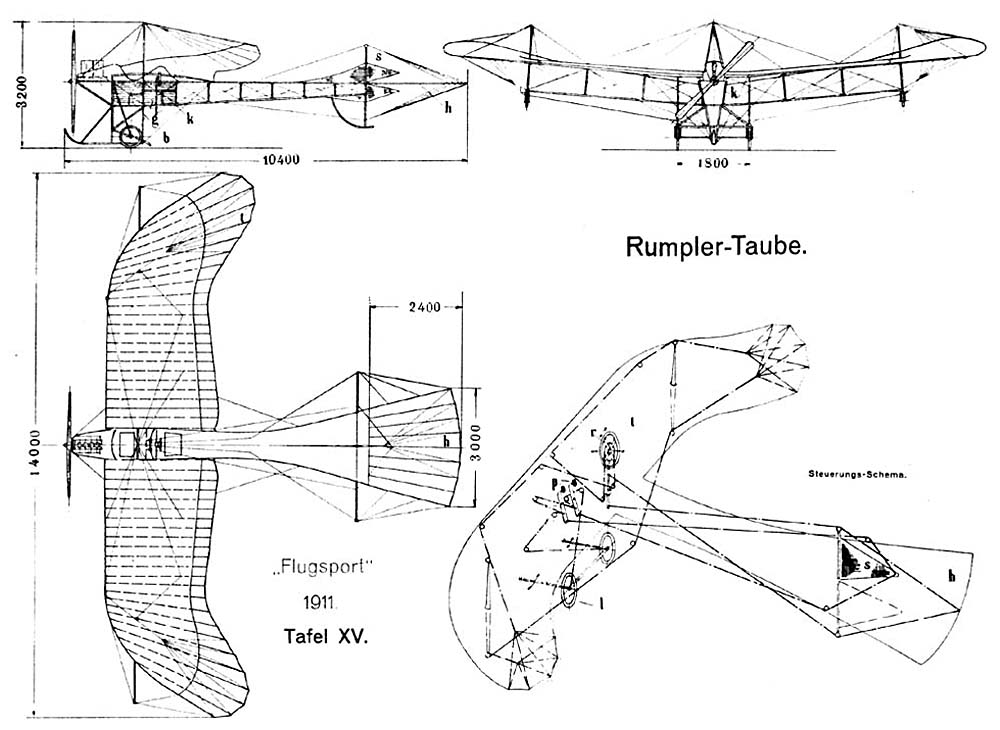
Projeto do Rumpler Taube, 1911.

Um Taube produzido no Japão pela Onokichi Isobe.

## Usuários
- Argentina
- Áustria-Hungria
- Bulgária
- Império alemão
- Império Otomano
- Noruega
- Reino da Itália
- República da China
- Suíça